# Fieldia (растение)
Fieldia (лат.) — род цветковых растений семейства геснериевые, произрастающий в австралийских штатах Новый Южный Уэльс, Квинсленд и Виктория. Раньше рассматривается как монотипный таксон, включающий только вид F. australis. На момент апреля 2021 года в род включают два вида, один из которых некоторые авторы выделяют в отдельный род Lenbrassia.

## Виды
На апрель 2021 года в род включают два вида:
- Fieldia australiana (C.T.White) B.L.Burtt, синоним Lenbrassia australiana
- Fieldia australis A.Cunn.

## Описание
Оба вида — вечнозеленые эпифиты, которые растут на деревьях или других растениях. У них длинные, тонкие стебли, на которых расположены овальные или эллиптические листья длиной от 3 до 7 см. Цветки белые, трубчатые, длиной около 5 см. Плод - ягода, длиной от 1 до 3 см.
Fieldia australis — популярное комнатное растение. Оно требует яркого, но рассеянного света, влажной почвы и температуры от 18 до 25 градусов Цельсия.